# Fiery Furnace
Der Fiery Furnace (englisch für „Glutofen“) ist ein etwa 1 km² großes Areal im Arches-Nationalpark in Utah, Vereinigte Staaten. Man findet dort gewaltige Sandsteinrippen, zwischen denen labyrinthartige Gänge verlaufen.

## Geomorphologie

### Lage
Das Areal liegt im Zentrum des Nationalparks am Schnittpunkt zweier eingebrochener Antiklinalen, nämlich derjenigen des Salt Valley westlich des Geländes und derjenigen des Cache Valley südöstlich des Geländes.

### Geländestruktur
Das Gelände ist von Nordwest nach Südost abwärts geneigt. Im Ergebnis haben Wind und Wetter dort im oberen, nördlichen Teil nebeneinander stehende und der Neigung des Areals folgende wandartige Sandsteinrippen geschaffen, zwischen denen sandverwehte oder geröllverschüttete Gänge verlaufen, die teilweise querverbunden sind. Die Sandsteinrippen sind teilweise mehrere 10 Meter hoch und nur wenige Meter dick. Die Spalten zwischen ihnen können viele Meter bis wenige Zentimeter breit sein. Im unteren, südlichen Teil ist das Gelände kleiner strukturiert und neben Sandsteinstrukturen auch von Dünen und Gesträuch geprägt.
Auch im Fiery Furnace finden sich zahlreiche, allerdings kleinere Steinbögen und -brücken. Sie sind zumeist vom Cliff Wall-Typ, der nur bei genauer Betrachtung erkennbar ist, weil die Steinbögen direkt vor Felswänden hängen.

### Entstehung
Geologisch ist der Fiery Furnace ein Teil des Colorado-Plateaus und ist allgemein den dort herrschenden Bedingungen und Mechanismen unterworfen. Speziell für die Entstehung der ihn prägenden Sandsteinformationen gilt das, was zur Geologie des Arches-Nationalparks und dort insbesondere zur Entstehung der Steinbögen („arches“) beschrieben wurde.
Geologisch betrachtet, ist er ein junges und dynamisches Gebiet. Die Formierung hält an. Bögen entstehen neu und stürzen auch ein.

## Klima, Flora und Fauna
Großklima, Flora und Fauna entsprechen weitgehend denen des Arches National Park. Lokale Besonderheiten ergeben sich dadurch, dass die Steinformationen markante Abschattungen bewirken, so dass die Sonneneinstrahlung am Boden geringer als in den umgebenden Arealen ist. Es ist deshalb dort etwas kühler als in der Umgebung. Pfützen und Gumpen halten sich deshalb im Fiery Furnace länger als in seiner Umgebung. Dies zieht Maultierhirsche an, die sich kaum scheu im Gelände bewegen. Man findet auch Pfeilschwanzkrebse und Spatelfußkröten.

## Name
Der Name „Fiery Furnace“ erklärt sich weniger aus den im Gelände herrschenden Temperaturen. Vielmehr spielt er auf die glutrote Färbung der frei liegenden Sandsteinformationen an, gerade während des Sonnenuntergangs.

## Erreichbarkeit, Zugangsreglement, Begehbarkeit
Die dem Fiery Furnace nächstliegende Stadt ist Moab in Utah. Im Arches National Park ist der Fiery Furnace ausgeschildert und vom Scenic Drive über einen kurzen Stichweg mit dem Auto anfahrbar, hat einen Parkplatz und einen davon gut 100 m entfernten Aussichtspunkt. Das Gelände selbst befindet sich östlich des Parkplatzes.
Der Fiery Furnace ist begehbar. Je nach Untergrund und Spaltenbreite sind die Spalten zwischen den Rippen begehbar oder durchkletterbar. Da weder Karten noch Wegweiser oder Markierungen existieren, hat das Gelände für Wanderer den Charakter eines Irrgartens. Wegen des starken touristischen Interesses und wegen alpiner Gefahren ist der Zugang aber reglementiert. Man darf in ihm nur im Rahmen geführter Touren oder mit einer Erlaubnis („Permit“) wandern. Das Gelände hat ausgesetzte Wegstellen, die auch den Weg zurück unmöglich machen können. Wenn man darin wandern will, muss man trittsicher und schwindelfrei sein und ausreichend Kondition mitbringen. Tourentickets und Permit erhält man ausschließlich im Visitor Center am Parkeingang.

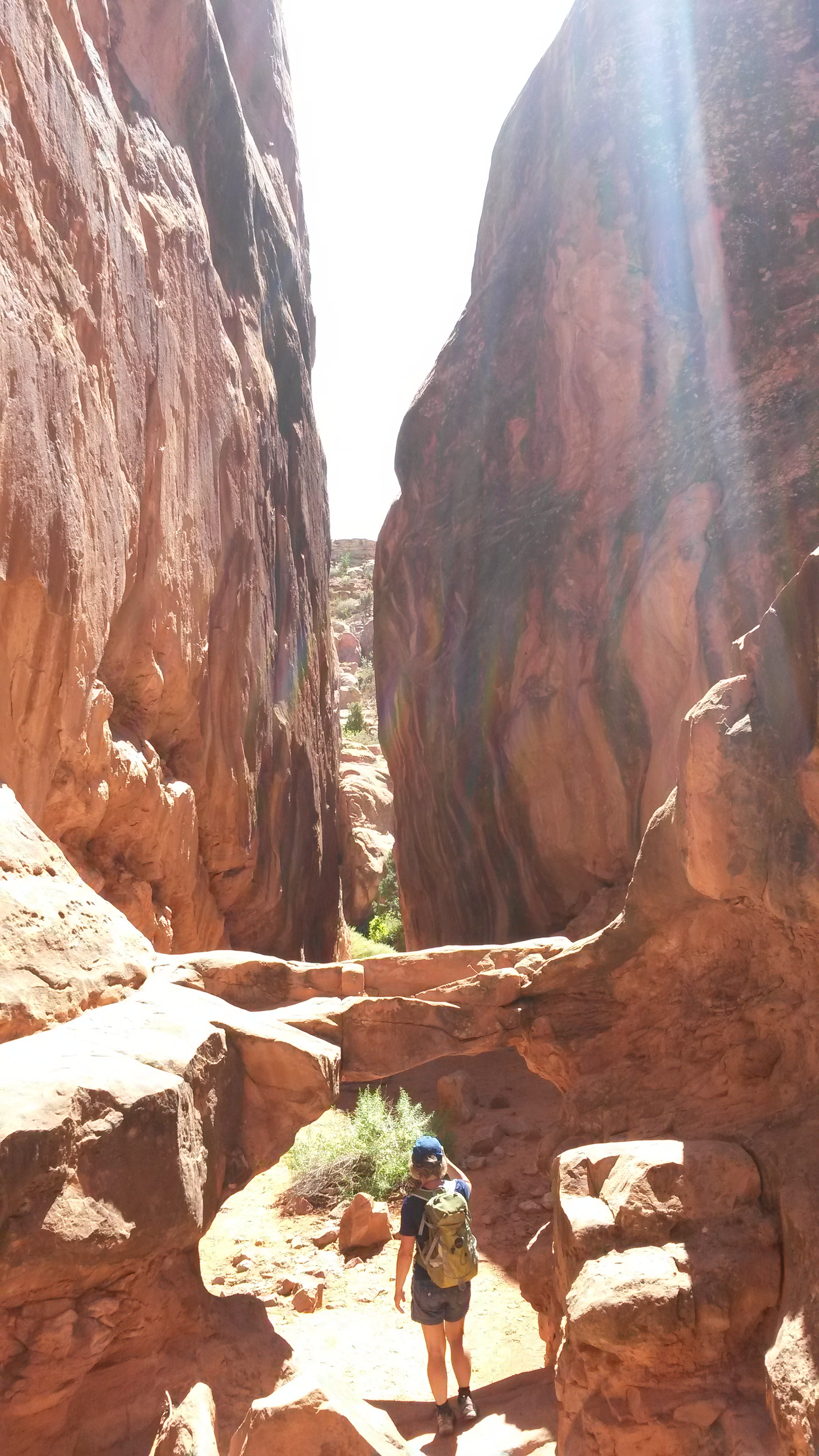
Eine Felsbrücke
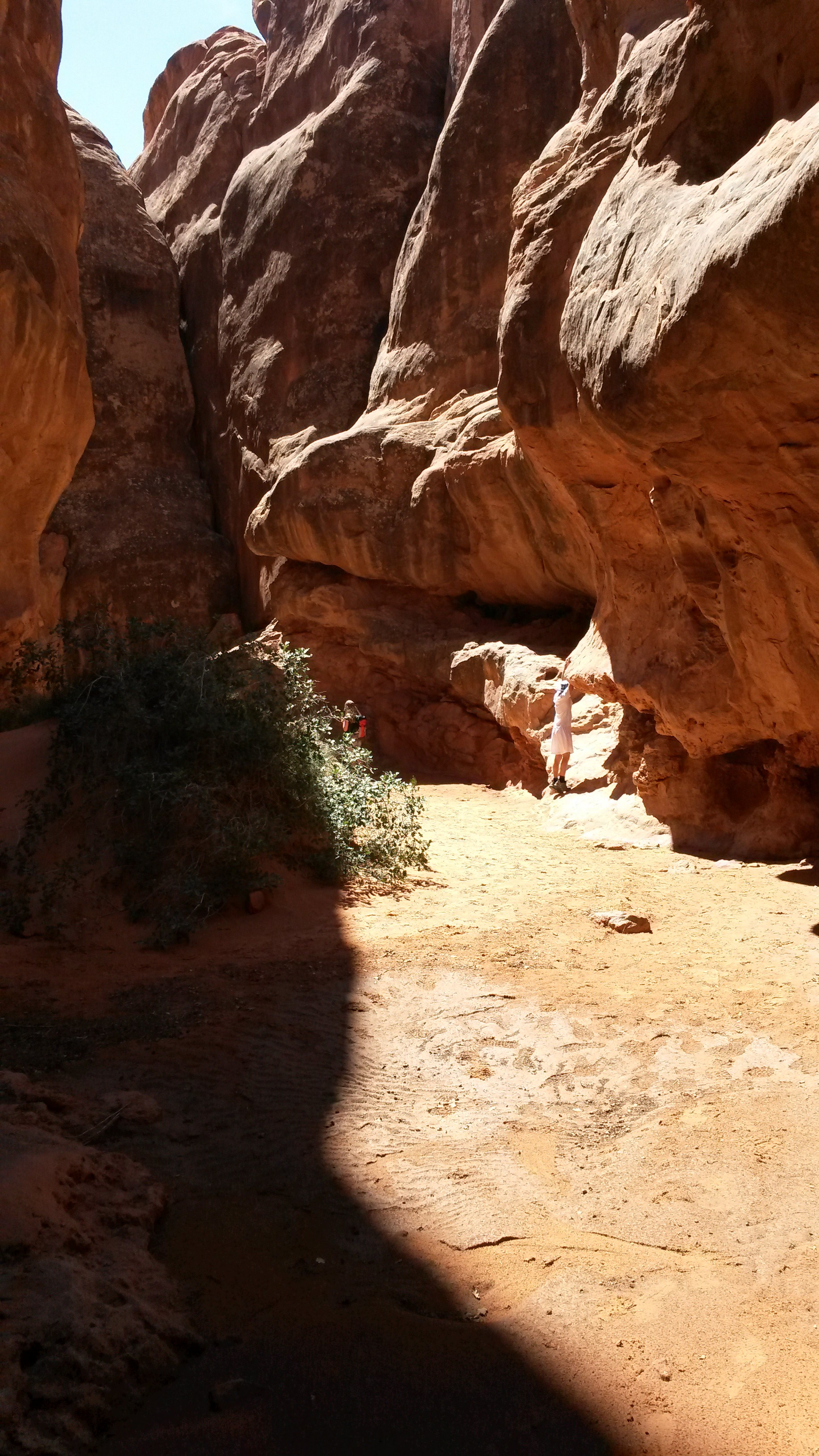
Südlicher Teil des Fiery Furnace